# Stenipedis quadrisetosus
Stenipedis quadrisetosus är en spindeldjursart som beskrevs av Momen och Lundqvist 1996. Stenipedis quadrisetosus ingår i släktet Stenipedis, och familjen Meyerellidae. Arten är reproducerande i Sverige.